# Bundesverband der Migrantinnen in Deutschland
Der Bundesverband der Migrantinnen in Deutschland e.V. (türkisch: Göçmen Kadınlar Birliği) ist ein unabhängiger, überparteilicher und demokratischer Zusammenschluss aus der Türkei eingewanderter Migrantinnen in Deutschland. Gegründet wurde der Verein im März 2005 in Köln, sein Sitz befindet sich in Frankfurt am Main.

## Gründung
Auf einer bundesweit organisierten Migrantinnenkonferenz vom 18. März bis zum 20. März 2005 in Köln beschlossen die Teilnehmenden die Gründung des Verbands als eine unabhängige Frauenorganisation. Laut Abschlusserklärung der Konferenz steht dieser Schritt in direktem Zusammenhang mit einer Zeit, die von „Debatten über Parallelgesellschaften, Kopftuchverbot, Ehrenmorde, familiäre Gewalt, Zwangsverheiratung etc. unter verschiedenen Gesichtspunkten gekennzeichnet ist“ und häufig das Bild der Gesamtheit türkischer und kurdischer Migrantinnen in der deutschen Öffentlichkeit zu Unrecht stark negativ prägen.
Eine Mitbegründerin des Verbands ist die deutsche Politikerin Sevim Dağdelen.

## Zielsetzung
Ziel des Vereins ist, die Integration von türkischen und kurdischen Migrantinnen in allen Bereichen des deutschen Lebens zu fördern.
Der Verein möchte neben den 146 681 Frauen, die in den 60er und 70er Jahren als Arbeitsmigrantinnen aus der Türkei nach Deutschland kamen, alle kurdischen und türkischen Einwanderinnen im heutigen Deutschland vertreten.
Im Einzelnen bedeutet dies beispielsweise die
- Verbesserungen der aufenthaltsrechtlichen Bestimmungen für Migrantinnen
- die Verlängerung von Rückkehroptionen für Personen, die ins Ausland verheiratet wurden und
- eigenständiges Aufenthaltsrecht von zwangsverheirateten Ehegatten

Zudem tritt der Verein für Regelungen und Fördermaßnahmen für Migrantinnen ein, um auf diese Weise eine bessere Partizipation am sozialen, kulturellen und wirtschaftlichen Leben zu erreichen.

## Aktivitäten
Knapp zwei Monate vor der Gründung des Vereins bewirkte der Ehrenmord an Hatun Sürücü in Politik und Gesellschaft eine Debatte um Zwangsverheiratungen und Wertvorstellung in einer Anzahl muslimischer Familien in Deutschland. Der Migrantinnenverein wies auf die Stigmatisierungen und Pauschalisierungen aller Migrantinnen und Migranten in der Diskussion hin und trat scharf dagegen ein.
Diese Kritik führte zu einer öffentlichen Anhörung des Vereins im Bundestag vor dem Ausschuss Familie, Senioren, Frauen und Jugend am 19. Juni 2006. Weil in der bis dahin geführten Debatte „Einzelerfahrungen generalisiert“, Migrantinnen und Migranten „als Opfer und Täter pauschalisiert und als kulturell rückständig abgestempelt“ worden seien, habe sie der Integration türkisch- und kurdischstämmiger Frauen in Deutschland stark entgegengewirkt.
2012 schloss sich der Bundesverband der Migrantinnen in Deutschland dem Bündnis Umfairteilen an.